# Erotica (singolo)
Erotica è un singolo della cantante statunitense Madonna, pubblicato il 13 ottobre 1992 come primo estratto dal suo quinto album Erotica.

## Descrizione
In linea con il tema del libro fotografico Sex, Erotica presenta un testo spinto ed audace: nella canzone Madonna interpreta una sorta di alter-ego di nome Dita, un omaggio all'attrice tedesca Dita Parlo, e si rivolge ad un immaginario interlocutore presentandosi come Mistress Sadomaso ("signora sadomaso") che si prefigge di insegnare le arti del piacere erotico anche attraverso il sentimento del dolore fisico, concepito come anomala fonte di piacere sessuale.
Il brano  Erotica viene prodotto e registrato tra il 1991 e il 1992: inizialmente la canzone si intitolava Love Hurts ed era frutto della collaborazione tra Madonna e Junior Vasquez. Love Hurts è il primo demo della successiva Erotica ma, per ragioni non dichiarate, la collaborazione con Vasquez è stata in seguito tralasciata, e la popstar decise di rivolgersi, anche per la realizzazione dell'intero disco, a Shep Pettibone e ad Andre Betts.
Viene prodotto così un secondo demo della canzone, intitolato You Thrill Me. Risalirebbe agli inizi del 1992 la metamorfosi di You Thrill Me nell'attuale Erotica, accompagnata da una decisiva evoluzione del contenuto dei versi che dipingono Madonna non più come "schiava" del piacere e dell'attrazione amorosa, bensì come "padrona" e "maestra" dell'arte amatoria.
Il demo You Thrill Me è stato poi ripreso nel 2006 da Madonna che con Stuart Price lo ha riarrangiato per la sua tournée Confessions Tour.
Erotica è stato inserito anche nel GHV2, il secondo greatest hits della carriera di Madonna uscito nel 2001 e nella terza raccolta Celebration del 2009.

### Il singolo
La pubblicazione del singolo Erotica risale all'ottobre 1992, una settimana prima dell'uscita ufficiale per l'elevato numero di richieste e procede di pari passo con la promozione del libro Sex. Tuttavia Erotica è la prima canzone di Madonna lanciata come primo singolo per un album, che non ha poi raggiunto la posizione numero 1 nelle classifiche mondiali. Erotica ottiene la terza posizione nelle classifiche di Gran Bretagna e Stati Uniti e la seconda in Giappone.

## Video musicale
Il video di Erotica è stato in parte filmato durante la realizzazione del libro fotografico Sex. Sono presenti scene di sesso più o meno esplicito e sadismo. Per questa ragione è stato mandato in onda solo tre volte da MTV America, e solo a notte fonda. Al video prende parte il modello Tony Ward, allora fidanzato della cantante, che era già apparso nei video di Cherish e Justify My Love. In Italia, il video è stato presentato su Italia 1, alle 22:40 del 22 ottobre 1992.

## Esecuzioni dal vivo
Erotica è la canzone d'apertura del Girlie Show (1993).
Nel 2006 Madonna ha usato durante il Confessions Tour il demo You Thrill Me per proporre la canzone "Erotica" in una chiave totalmente nuova sia nel sound sia nella melodia, grazie all'arrangiamento del produttore Stuart Price. Questa nuova versione di Erotica è stata pubblicata sull'album dal vivo The Confessions Tour uscito nel 2007.
Il brano viene eseguito anche nel 2012 durante l'MDNA Tour in un medley con Candy Shop dal titolo Erotic Candy Shop.

## Tracce
Singolo Stati Uniti - versione contenuta nel libro Sex (PRO-CD-5648)
1. Erotic (versione libro Sex) – 5:18

Singolo Stati Uniti (PRO-CD-5665)
1. Erotica (Album Edit) – 4:31
2. Erotica (LP Version) – 5:12
3. Erotic (Edit) – 4:30

Singolo Giappone e Australia (Erotica Remixes EP)
1. Erotica (Album Edit)
2. Erotica (Kenlou B-Boy Mix)
3. Erotica (Wo 12)
4. Erotica (Underground Club Mix)
5. Erotica (Masters At Work Dub)
6. Erotica (Jeep Beats)
7. Erotica (Madonna's In My Jeep)

## Classifiche
| Classifica (1992) | Posizione massima |
| ----------------- | ----------------- |
| Australia         | 4                 |
| Austria           | 15                |
| Canada            | 13                |
| Paesi Bassi       | 8                 |
| Francia           | 23                |
| Germania          | 13                |
| Italia            | 1                 |
| Irlanda           | 4                 |
| Giappone          | 2                 |
| Norvegia          | 2                 |
| Spagna            | 4                 |
| Svezia            | 3                 |
| Svizzera          | 8                 |
| Regno Unito       | 3                 |
| Stati Uniti       | 3                 |

### Classifiche di fine anno
| Classifica (1992) | Posizione |
| ----------------- | --------- |
| Australia         | 54        |
| Italia            | 13        |

## Cover
- Una cover del brano è stata incisa dai Razed in Black vs. Transmutator per l'album-tributo a Madonna Virgin Voices: A Tribute to Madonna, volume two (2000)